# Hartford (Cheshire)
Hartford is een civil parish in het bestuurlijke gebied Cheshire West and Chester, in het Engelse graafschap Cheshire met 5558 inwoners.

## Geboren
- Ann Todd (1909-1993), actrice en producent